# Dampvalley-lès-Colombe
Dampvalley-lès-Colombe é uma comuna francesa na região administrativa de Borgonha-Franco-Condado, no departamento de Alto Sona. Estende-se por uma área de 6,26 km². Em 2010 a comuna tinha 116 habitantes (densidade: 18,5 hab./km²).